# Haslen
Pour la localité du canton d'Appenzell Rhodes-Intérieures, voir Schlatt-Haslen.
Haslen est une localité et une ancienne commune suisse du canton de Glaris, située dans la commune de Glaris Sud.

## Géographie
Selon l'Office fédéral de la statistique, l'ancienne commune de Haslen mesure 15,86 km2 et comprenait les localités de Dörfli, Leuggelbach et Nidfurn. Elle était limitrophe de Luchsingen et Schwanden.

## Histoire
Au 1er juillet 2006, Haslen a absorbé les anciennes communes de Leuggelbach et Nidfurn.

## Démographie
Selon l'Office fédéral de la statistique, Haslen possède 999 habitants fin 2022. Sa densité de population atteint 63 hab./km2.
Le graphique suivant résume l'évolution de la population de Haslen entre 1850 et 2008 :